# Obed Nkambadio
Obed Nkambadio, född 7 februari 2003 i Paris, är en fransk fotbollsspelare.

## Karriär
Obed Nkambadio inledde sin seniorkarriär i Paris FCs B-lag år 2020. Han debuterade i dess A-lag samma år. Han har representerat Frankrike på flera ungdomsnivåer sedan 2020. Vid olympiska sommarspelen 2024 i Paris ingick han i det franska laget som tog silver efter att ha förlorat finalen mot Spanien.